# Bataille de l'Anse-aux-Papillons
Guerre de Trente Ans
La bataille de l'Anse-aux-Papillons est un combat qui oppose à la fin de l'année 1629, pendant la guerre de Trente Ans, une flotte française à des colons anglais dans l'Anse-aux-Papillons, sur l'île de Saint-Christophe, dans les Antilles.

## Contexte
Les Espagnols, qui revendiquaient l'île de Saint-Christophe comme faisant partie de leur empire en Amérique, mais qui ne la colonisèrent jamais, décident en 1629 d'expulser les colons français et anglais installés sur leur territoire. Le 8 septembre 1629, une flotte espagnole attaque les établissements français et anglais de l'île de Saint-Christophe. Le 18 septembre, les Espagnols s'emparent des établissements et déportent 120 colons français et 600 anglais, mais ils ne sont pas en position pour occuper l'île. 
Le capitaine français Giron débarque à Saint-Christophe quelque temps après dans Anse-aux-Papillons et découvre qu'une partie des colons anglais — qui s'étaient réfugiés dans les bois environnant pendant l'attaque espagnole — étaient revenus et s'étaient emparés des biens des colons français. 

## Forces en présence
Une escadre sous les ordres de François de Rotondy, sieur de Cahuzac (ou de Cussac), forte de 6 navires : 
- le Trois Rois, Cahuzac (navire amiral)
- l'Intendant, capitaine Nicolas Leroy du Mé, vice-amiral
- l'Aigle, capitaine Richard Berriot
- le Notre Dame, capitaine Messieur de la Petitière,
- le Dauphin, capitaine Auguste le Hericy sieur de Pontpierre
- et un patache, capitaine Jean Herve

L'escadre est rejointe plus tard par la Marie, capitaine Alain Lyot, le Saint Thomas, capitaine Thomas Roze et la Françoise, capitaine Regnauld, qui arrivent à Saint-Christophe fin septembre 1629.

## La bataille
Les actions diplomatiques ne donnant pas les résultats escomptés, Cahuzac met les voiles vers Saint-Charles, et ouvre le feu sur une demi douzaine de navires anglais, prenant à l'abordage deux d'entre eux, sous le feu des batteries côtières anglaises et jurant que si le troisième tirait un seul coup de canon, il le coulerait. 
Les Anglais se décident à négocier et acceptent les conditions françaises, les trois navires sont retournés aux Anglais. Grâce à cette victoire, Cahuzac rend leurs terres à 350 colons français.

### Sources et bibliographie
- Jean-Claude Castex, Dictionnaire des batailles navales franco-anglaises, Québec, Presse de l'université de Laval, 2004, 418 p. (ISBN 978-2-7637-8061-0, lire en ligne), p. 16-17
- Jean-Pierre Moreau, Les Petites Antilles de Christophe Colomb à Richelieu : 1493-1635, Paris, Karthala, 1992, 319 p. (ISBN 978-2-865-37335-2, lire en ligne), p. 198